# 梧槽沟渠

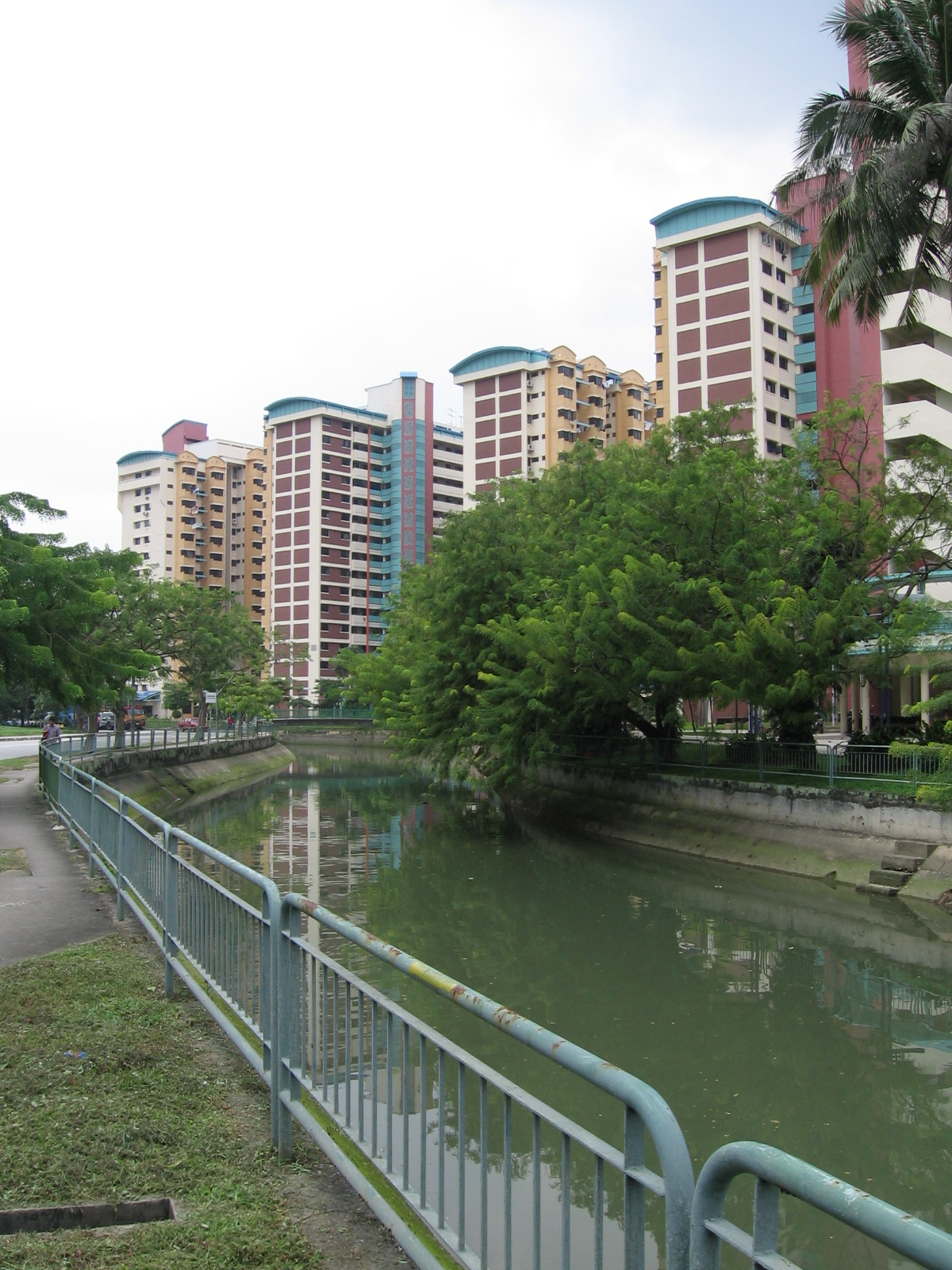
梧槽沟渠

梧槽沟渠（英語：Rochor Canal）是一条在新加坡中区的沟渠，全场约1.4公里。它的尽头在维多利亚桥（加冷路与维多利亚街的交界处）。梧槽溝渠最后注入加冷盆地。